# Lipná (Potštát)
Lipná (dříve také Lindava, německy Lindau) je vesnice, část města Potštát v okrese Přerov. Nachází se asi 5 km na severovýchod od Potštátu. Prochází zde silnice II/441. V roce 2009 zde bylo evidováno 56 adres. V obci žije 93 obyvatel.
Lipná je také název katastrálního území o rozloze 8,12 km2.
V obci je dřevěný kostel svatého Jana Křtitele z 18. století, který je chráněn jako kulturní památka, a také zděná kaple.

## Historie
První písemná zmínka o Lipné je z roku 1394. Dějiny obce jsou úzce spjaty s nedalekým městem Potštát.

## Další informace
Do katastrálního území Lipná patří také osada Hilbrovice, kde je také výklenková kaple Panny Marie.